# Кояноса (Техас)
Кояноса (англ. Coyanosa) — переписна місцевість (CDP) в США, в окрузі Пекос штату Техас. Населення — 155 осіб (2020).

## Географія
Кояноса розташована за координатами 31°14′28″ пн. ш. 103°3′53″ зх. д. / 31.24111° пн. ш. 103.06472° зх. д. (31.240978, -103.064828).  За даними Бюро перепису населення США в 2010 році переписна місцевість мала площу 0,56 км², уся площа — суходіл.

## Демографія
Згідно з переписом 2010 року, у переписній місцевості мешкали 163 особи в 49 домогосподарствах у складі 44 родин. Густота населення становила 292 особи/км².  Було 61 помешкання (109/км²).
Расовий склад населення:
| - 69,9 % — білих - 29,4 % — осіб інших рас |

До двох чи більше рас належало 0,6 %. Частка іспаномовних становила 97,5 % від усіх жителів.
За віковим діапазоном населення розподілялося таким чином: 28,8 % — особи молодші 18 років, 57,7 % — особи у віці 18—64 років, 13,5 % — особи у віці 65 років та старші. Медіана віку мешканця становила 39,5 року. На 100 осіб жіночої статі у переписній місцевості припадало 91,8 чоловіків;  на 100 жінок у віці від 18 років та старших — 103,5 чоловіків також старших 18 років.
Середній дохід на одне домашнє господарство  становив 44 349 доларів США (медіана — 42 875), а середній дохід на одну сім'ю — 44 643 долари (медіана — 41 908). За межею бідності перебувало 16,6 % осіб, у тому числі 0,0 % дітей у віці до 18 років та 82,1 % осіб у віці 65 років та старших.
Цивільне працевлаштоване населення становило 99 осіб. Основні галузі зайнятості: науковці, спеціалісти, менеджери — 40,4 %, сільське господарство, лісництво, риболовля — 37,4 %, транспорт — 22,2 %.